# 福岡正信

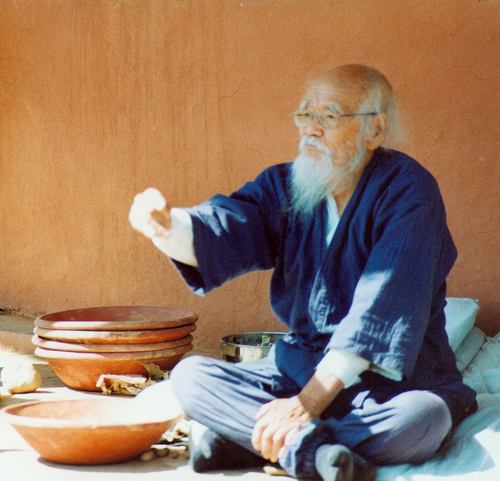
2002年10月撮影

福岡 正信（ふくおか まさのぶ、1913年2月2日 - 2008年8月16日）は愛媛県出身の農学者。自然農法を提唱した。
世界各地で粘土団子による砂漠緑化にも取り組んだ。

## 人物
愛媛県伊予郡南山崎村（現・伊予市大平）に生まれる。旧制松山中学校、岐阜高等農林学校（現・岐阜大学応用生物科学部）卒。
若い頃は横浜税関の植物検査課に所属していたが、急性肺炎にかかり死に直面すると、「この世には何もない」と悟り、仕事をやめて地元に戻り農業を始めた。「やらなくてもいい」ことを探しながら、自然農法を確立した。
著作『無Ⅲ 自然農法』の口絵の説明では、不耕起（耕さない）、無肥料、無農薬、無除草を四大原則とする自然農法を行うとしているが、著作中には肥料と農薬（除草剤、除虫剤）の使用について記述がある。
穀物の栽培は、米麦連続不耕起直播で行う。
米麦連続不耕起直播は、稲刈り前に裸麦の種の粘土団子とクローバーの種を蒔き、稲刈り後に稲わらを撒く。麦を刈る前に稲籾の粘土団子を蒔き、刈った後に麦わらを振りまくという栽培技術である。
ケニアなど十数カ国で粘土団子による砂漠緑化を試みた。東南アジア諸国では、粘土団子方式で荒野がバナナ畑や森として甦った。
1988年、ロックフェラー兄弟財団の出資で発足したフィリピンのマグサイサイ賞を受賞した。受賞理由として、自然農法が現代の商業的手法とその有害な結果に代わる、実用的で環境的に安全で豊かな選択肢であることを世界各地の小規模農家に示したことが挙げられる。
90歳を過ぎ歩行が困難になっても中国の要請に応え、現地で粘土団子の技術指導をした。

## 略歴
- 1913年 - 愛媛県伊予郡南山崎村 (現・伊予市大平)に生まれる。
- 1931年 - 旧制松山中学校卒業。
- 1933年 - 岐阜高等農林学校 (現・岐阜大学応用生物科学部)卒業。
- 1934年 - 横浜税関植物検査課に勤務。
- 急性肺炎に罹患。
- 1937年 - 故郷で自然農法を始める。
- 1939年 - 高知県農業試験場（現・高知県農業技術センター）に勤務。
- 1947年 - 退職して自然農法の研究に没頭。
- 1975年 - 『自然農法・わら一本の革命』を出版。
- 1988年 - マグサイサイ賞「市民による公共奉仕」部門賞、インドの最高栄誉賞であるデーシコッタム賞受賞[14]。
- 1997年 - 第1回アース・カウンシル賞受賞[15]。
- 2008年 - 8月16日午前死去[16]。

## 著書

### 本
- 『無』(自費出初版)、伊予、1947年2月2日。[17][18]
- 『百姓夜話・「付」自然農法』(自費出初版)、伊予、1958年10月。
- 『無2 緑の哲学』(自費出初版)、伊予、1969年5月。
- 『無3 自然農法(と理論と実際 緑の哲学 実践編)』(自費出初版)、伊予、1972年4月25日。
- 『無1 神の革命』(自費出初版)、伊予、1973年7月。
- 『無 別冊 緑の哲学 農業革命論』(自費出初版)、伊予、1974年8月。
- 社会観 『わら一本の革命』 （分類について[19]）
  - 『自然農法・わら一本の革命』（新）春秋社、2004年8月（原著1975年）。ISBN 978-4-393-74141-2。（スタート、序章[19]）
 (初版) 柏樹社、1975年9月。(新版) 春秋社、1983年5月 ISBN 978-4-393-74103-0。
  - 『自然に還る』（新）春秋社、2004年9月（原著1984年）。ISBN 978-4-393-74146-7。（コース、過程編）
 (初版) 春秋社、1984年8月 ISBN 978-4-393-74104-7。(新版) 春秋社、1993年4月 ISBN 978-4-393-74114-6。
  - 『神と自然と人の革命』（自費出新）自然樹園、伊予、1992年12月（原著1987年）。ISBN 4938743019。（ゴール、総括編）
 (自費出初版) 『神と自然と人』1987年 NCID BA83902799。(自費出新版) 1991年11月 NCID BN08239853。(自費出新版) 1995年。
- 人生観 『無』
  - 『無Ⅰ 神の革命』（新）春秋社、2004年8月（原著1973年）。ISBN 978-4-393-74143-6。（宗教編[19][20]）
 (自費出初版) 1973年7月。(新版) 春秋社、1985年7月 ISBN 978-4-393-74111-5。
  - 『無Ⅱ 無の哲学』（新）春秋社、2004年9月（原著1969年）。ISBN 978-4-393-74144-3。（哲学編）
 (自費出初版) 1969年5月。(新版) 春秋社、1985年7月 ISBN 978-4-393-74112-2。
  - 『無Ⅲ 自然農法』（新）春秋社、2004年9月（原著1972年）。ISBN 978-4-393-74145-0。（実践編）
 (自費出初版) 1972年4月25日。(新版) 春秋社、1985年10月 ISBN 978-4-393-74113-9。
- 『自然農法 緑の哲学の理論と実践』（初）時事通信社、1975年12月。ISBN 978-4-7887-7626-5。
- 『粘土団子の旅 わら一本の革命 総括編』（自費出初）自然樹園、伊予、2001年5月。ISBN 978-4-938743-02-4。
 (重版) 春秋社、2010年4月 ISBN 978-4-393-74151-1。
- と  金光寿郎『「自然」を生きる』（新装）春秋社、2004年8月（原著1997年）。ISBN 978-4-393-74147-4。
 (初版) 春秋社、1997年2月 ISBN 978-4-393-74115-3。
- 『自然農法 福岡正信の世界 (DVDブック)』（初）春秋社、2005年1月。ISBN 978-4-393-97019-5。
- と  著、井谷カヨコ、野村美詠子 (翻訳)、矢島三枝子 (翻訳)、益田明美、阿部悦子、将積睦 (解説冊子)、Michael T. Seigel (翻訳)： 編（二言語 英語訳）『いろは革命歌 Iroha Revolutionary Verses』（自費出初）自然樹園 (小心舎)、伊予、2009年2月2日。ISBN 978-4-938743-03-1。

### 論文
- 福岡正信「柑橘樹脂病特にその完全時代に就て」『日本植物病理學會報』第7巻、第1号、日本植物病理学会、32-33頁、1937年8月。ISSN 00319473。2012年7月20日閲覧。
- 『農作物 病虫害防除提要 第一編 米麦丿病虫害』（画像ビューア (絶版古書)） 1巻、高知県立農事試験場楠会、長岡村 (高知県)、1941年。2012年7月20日閲覧。

- 『農作物 病虫害防除提要 第二編 蔬菜丿病虫害』（絶版古書） 2巻、高知県立農事試験場楠会、長岡村 (高知県)、1942年。
- 「米麦直播栽培の実際-1-」『農業及園芸』第37巻、5月、養賢堂、東京、1962年5月。ISSN 03695247。 NAID 40018400678。2012年7月20日閲覧。
- 福岡正信「米麦直播栽培の実際-2-」『農業及園芸』第37巻、6月、養賢堂、東京、1962年6月。ISSN 03695247。2012年7月20日閲覧。
- 「私の稲直播栽培法」『愛媛農業』1963年6月。NCID AN00278616。
- 福岡正信「米麦連続及混播不耕起多収穫直播栽培」『農業及園芸』第39巻、2月、養賢堂、東京、1964年2月。ISSN 03695247。
- 福岡正信「不耕起直播で増収」『現代農業』、農山漁村文化協会、1965年3・4月 エラー: 日付が正しく記入されていません。。ISSN 02893517。
- 「不耕起直播で五石どり」『現代農業』、農山漁村文化協会、1965年5月。ISSN 02893517。
- 福岡正信「私の農法(講演〔「近代農法の反省と今後の農業」セミナーより〕)」『協同組合経営研究月報』第214巻、協同組合経営研究所、町田、19-36頁、1971年7月。ISSN 09141758。2012年12月23日閲覧。
- と 草柳大蔵「自然農法より工業社会へ愛をこめて(情報の交差点 この人に聞く-8-)」『中央公論』第90巻、第11号、中央公論新社、東京、400-407頁、1975年11月。ISSN 05296838。2012年12月23日閲覧。
- 「無の自然農法」『大法輪』昭和51年4月、大法輪閣、東京、1976年4月。全国書誌番号:00014366。2012年12月23日閲覧。
- 「農村に埋もれている哲学の発掘を (新しい農民哲学を求めて<特集>)」『農業と経済』第47巻、第1号、48-55頁、1981年1月。ISSN 00290912。2012年7月20日閲覧。
- 「無の哲学を説く」『大法輪』昭和57年7月、大法輪閣、東京、1982年7月。全国書誌番号:00014366。2012年12月23日閲覧。
- 福岡正信「自然農法アフリカ・アメリカへ飛ぶ--砂漠に種を蒔く (有機農業の可能性を探る<特集>)」『農業と経済』第53巻、第2号、70-76頁、1987年2月。ISSN 00290912。2012年7月20日閲覧。
- 「生と死 ―私の死生観―」『智慧とは何か』 7巻、法蔵館、京都市〈季刊仏教〉、1989年5月、仏教の知 現代の知 159- 頁。ISBN 4831802077。
- 「砂漠に種を蒔く」『いのちの環境』 6巻法蔵館京都市〈季刊仏教・別冊6〉1991年11月生きられる環境とは 52- 頁。ISBN 4831802565。
- 「自然教に生きる」『「日本仏教」批判』 25巻、法蔵館、京都市〈季刊仏教〉、1993年10月、<「日本仏教」をどうするか> 130- 頁。ISBN 4831802255。
- 「自然農法のよる社会革命 ～自然の心に到る道～」『森の哲学』 28巻、法蔵館、京都市〈季刊仏教〉、1994年7月、176- 頁。ISBN 483180228X。
- 「自然農法の提唱と砂漠緑化 自然農法の哲学と21世紀の農法」『週刊農林』第1802巻、4-6頁、2001年10月25日。2012年7月20日閲覧。
- 福岡正信「自然農法の提唱と砂漠緑化 自然農法の哲学と21世紀の農法(2)21世紀の農業--農業技術の混乱」『週刊農林』第1803巻、4-6頁、2001年11月5日。2012年7月20日閲覧。
- 福岡正信「自然農法の提唱と砂漠緑化《3》自然農法の哲学と21世紀の農法」『週刊農林』第1804巻、6-7頁、2001年11月15日。2012年7月20日閲覧。
- 福岡正信「自然農法の提唱と砂漠緑化 自然農法の哲学と21世紀の農法(4)科学の錯誤 (自然農法の提唱と砂漠緑化(4))」『週刊農林』第1807巻、4-6頁、2001年12月25日。2012年7月20日閲覧。
- 福岡正信「特別インタビュー 自然と人間 福岡正信(自然農法家)--人智を捨て、自然に仕えて生きる (十二月臨時増刊号～長寿と健康 いのち大切に--全篇書き下ろし113人の「元気に生きるヒント」)」『文藝春秋』第79巻、第15号、文藝春秋、東京、98-104頁、2001年12月。2012年7月20日閲覧。
- 福岡正信 著「鋤、肥料、農薬、除草……一切いらんしかも土は肥えるし、収穫量は2倍これが「自然農法」です」、サライ編集部 編『サライ・インタビュー集-紅の巻-上手な老い方』小学館、東京、1998年4月、201-214頁。ISBN 978-4-09-343605-2。

### 本の英語訳
- 著、Chris Pearce、Larry Korn (ed.)、黒沢常道 : 訳『The One-Straw Revolution: An Introduction to Natural Farming』Rodale Press、USA、1978年（原著1975-9）。ISBN 0878572201。

- 著、Frederic P. Metreaud : 訳『The Natural Way of Farming: The Theory and Practice of Green Philosophy』（新）Japan publications、Tokyo、New York、1987年（原著1975年12月）。ISBN 978-0-87040-613-3。 1985年（初版） ISBN 0870406132。

- 著、Frederic P. Metreaud : 訳『The Road Back to Nature: Regaining the Paradise Lost』Japan publications、Tokyo、New York、1987年（原著1984-8）。ISBN 0870406736。

- 『The God's farming』(自費出初版?)、1993年。全国書誌番号:95014988。

- 著、Alfred Birnbaum : 訳『Mu 1 ? The God Revolution』Japan、1994年（原著1964年）。[21]

- 『The Ultimatum of God Nature「The One-Straw Revolution」A Recapitulation』Shou Shin Sha (小心舎) (自費出初版)、伊予、1996年。

## 関連文献
- 木下泰雄「米と柑橘--愛媛県伊予市・福岡正信さんの「自然農法」」『協同組合経営研究月報』、無農薬農業の事例をたずねて(ルポ)第207巻、協同組合経営研究所、町田、85-90頁、1970年12月。ISSN 09141758。2012年12月23日閲覧。

- 坂本慶一「日本農業の再生は可能か」『中央公論』第90巻、第5号、中央公論新社、東京、58-70頁、1975年5月。ISSN 05296838。2012年12月23日閲覧。
- 牧野（माकिनो）財士（साइजी）『福岡正信先生とインド インドの緑化につながった“無”の哲学』地湧社、2010年。ISBN 978-4-88503-211-0。
- 木村武史「自然農法の思想 : 福岡正信の場合」『筑波大学地域研究』第33号、筑波大学大学院地域研究研究科、2012年、53-69頁、ISSN 0912-1412、NAID 40019350284。